# Олаф (король Швеции)
О́лаф (также Олаф Шётко́нунг или У́лоф; швед. Olof Skötkonung, Skottkonung; 980—1022) — король Швеции (995—1022).

## Биография

### Происхождение
Олаф Шётконунг был сыном Эрика VI Победоносного и Сигрид Гордой.

### Первый король Швеции
Олафа Шётконунга можно считать первым королём Швеции. Он стал первым конунгом свеев, которого гёты добровольно признали своим правителем. Олаф является первым шведским правителем, о котором известно из достоверных письменных источников. О его отце — Эрике VI Победоносном — известно лишь из легенд и саг, записанных в XIII веке.

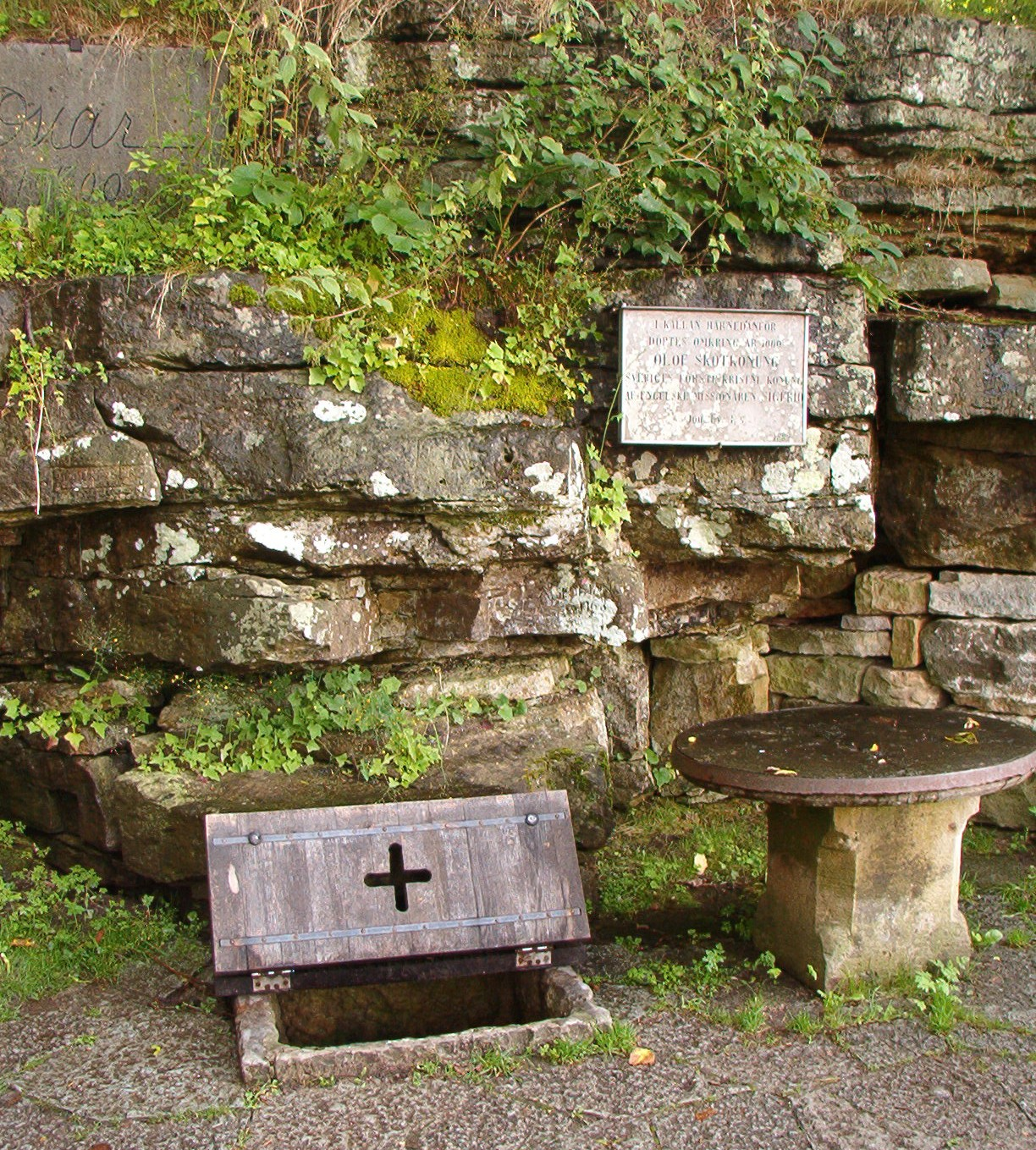
Ручей Святого Сигурда, в котором, по преданию, крестился король Олаф

Король Олаф был первым христианским монархом, но только для половины Швеции. Проводя политику распространения христианства, потерпел неудачу в Свеаланде, правил из Гёталанда, но не отрёкся от своей веры до самой смерти. При нём началась чеканка первых серебряных монет в Швеции. Олафа Шётконунга наравне с его отцом считают возможным основателем Сигтуны в Швеции.
В момент провозглашения королём Олафа Шётконунга Швеция являлась сильнейшей скандинавской державой. Дания была покорена Эриком Победоносным, датский король Свен I Вилобородый был в изгнании. Балтийские племена куршей и пруссов ежегодно выплачивали дань шведскому королю. Однако Олаф быстро растратил все достижения своего отца. Под влиянием своей матери Сигрид Гордой, вышедшей вторично замуж за Свена Вилобородого, Олаф отказался от каких-либо прав на Данию.
Прибалтийские племена прекратили выплату дани. Внутри королевства начались брожения, ярлы гётских земель стали проявлять сепаратистские настроения. Тогда Олаф, женившись, породнился со знатным гётским родом и восстановил баланс между племенами свеев и гётов. Чтобы окончательно успокоить своих подданных, Олаф начал войну против Норвегии.

### Союз Швеции и Дании
В союзе со Свеном Вилобородым Олаф собрал мощный флот против Норвегии.
В результате в 1000 году состоялась битва на море: битва Свольдера (Svolder). Некоторые историки считают местом битвы остров Рюген у германского побережья, а некоторые остров Вен в проливе между Швецией и Данией. После победы шведско-датского флота проблема[какая?] была решена.

### Мир с Норвегией

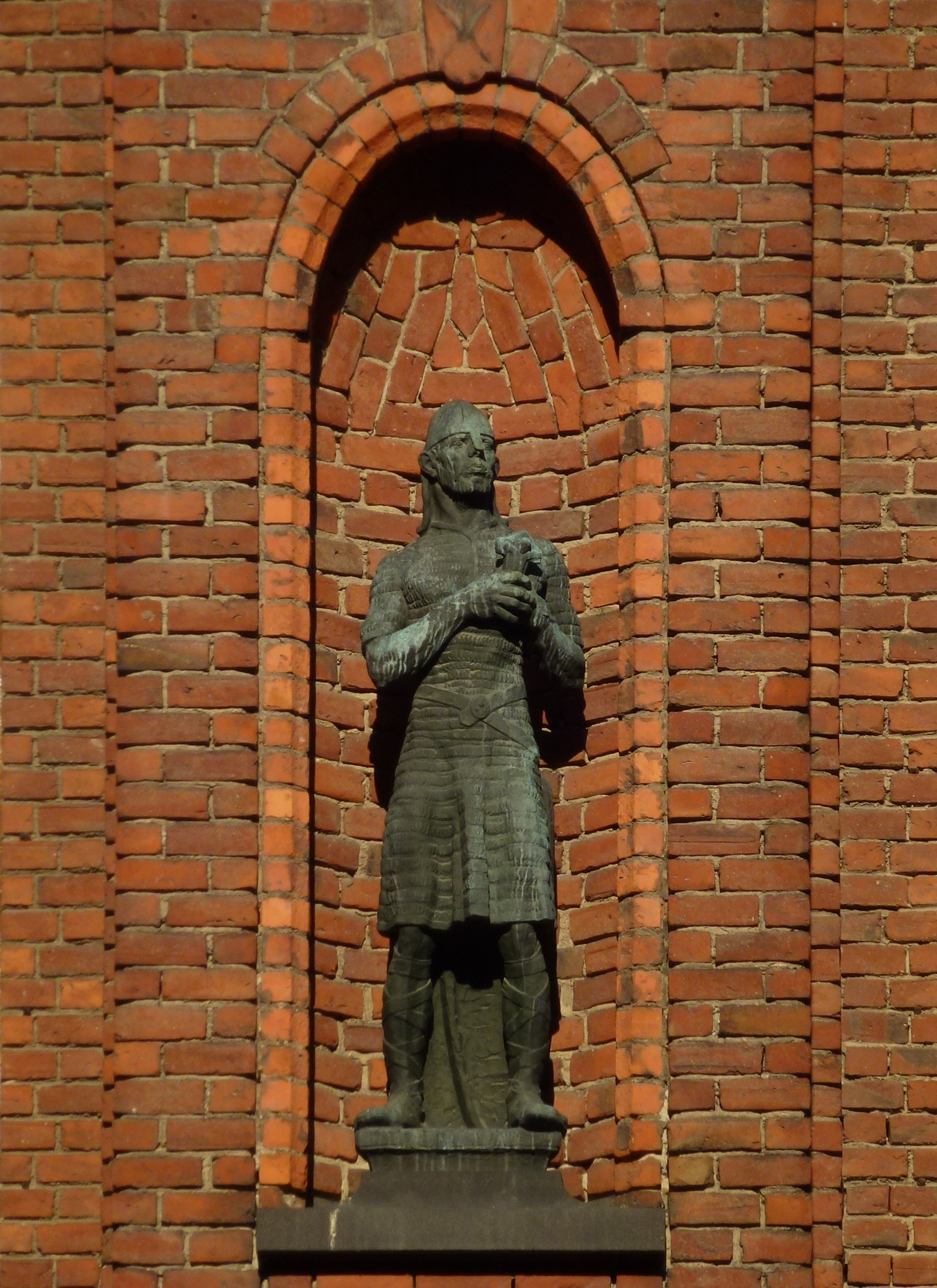
Статуя короля Олафа перед зданием Стокгольмской ратуши

В 1015 году норвежский престол захватывает Олаф Харальдсон, один из потомков Харальда Прекрасноволосого. Очень быстро он восстанавливает контроль над землями, захваченными Олафом Шётконунгом.
В 1017 году норвежский король предпринял попытку решить норвежско-шведский пограничный конфликт, и в Швецию было отправлено посольство. Одним из способов урегулирования конфликта была женитьба Олафа II на дочери Олафа Шётконунга Ингегерде, и решение об этом браке было принято на тинге в Упсале. Для шведов этот брак был желателен для установления мира, и они убедили Олафа Шётконунга дать клятву в том, что он выдаст Ингегерду за Олафа II. Причём известно, что его дочь хотела этого брака.
Свадьба должна была состояться осенью на границе двух государств на берегу реки Эльв. Однако шведский король нарушил данное им обещание, и в 1019 году выдал свою дочь за князя Ярослава Мудрого, который княжил тогда в Новгороде. В приданое принцесса Ингегерда получила город Альдейгьюборг (Ладогу) с прилегающими землями, которые получили с тех пор название Ингерманландии (земли Ингегерды). Родственник Ингегерды по материнской линии ярл Вестергётланда — Регнвальд Ульвсон был назначен посадником (ярлом) Ладоги (Альдейгьюборга). Олафу II было предложено жениться на второй дочери Олава Шётконунга — Астрид.

### Семья

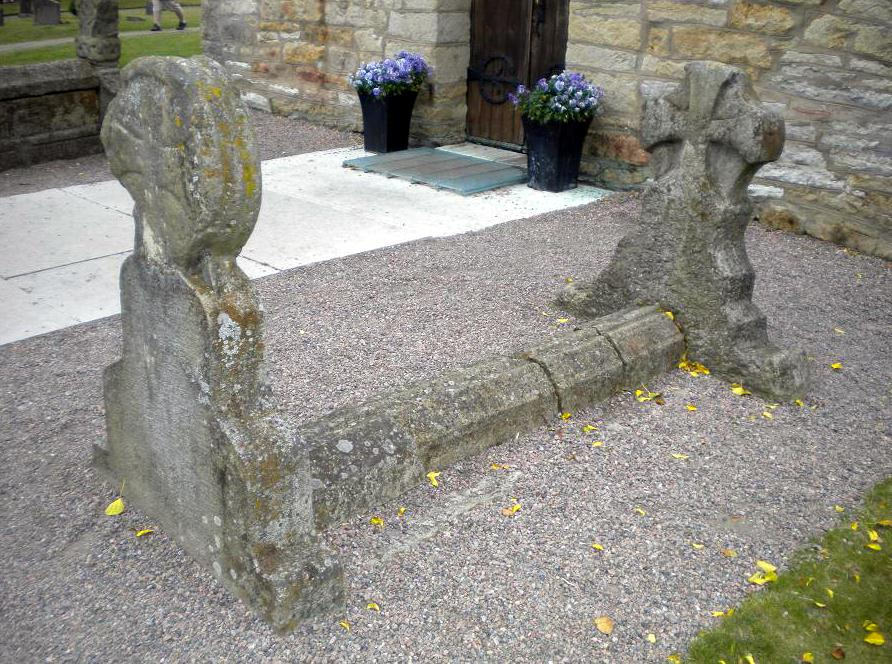
Предполагаемая могила Олафа в церкви в Хусабю

Женой Олафа Шётконунга была Астрид Мекленбургская, дочь ободритского князя. В этом браке родились двое детей:
- Анунд Якоб (25 июля 1007—1050) — король Швеции (1022—1050);
- Ингегерда (умерла 10 февраля 1050) — жена Великого князя киевского Ярослава Мудрого.

Детьми Олафа от внебрачной связи с наложницей Эдлой (дочь вендского князя из Германии) были ещё два ребёнка:
- Эмунд Старый (умер в 1060) — король Швеции (1051—1060);
- Астрид (25 июля 1000—1035)— жена короля Норвегии Олафа Харальдссона.